# Bryan Heynen
Bryan Heynen (ur. 3 stycznia 1997 w Bree) – belgijski piłkarz grający na pozycji środkowego pomocnika. Jest wychowankiem klubu KRC Genk.

## Kariera klubowa
Swoją karierę piłkarską Heynen rozpoczął w 2003 roku w juniorach klubu KRC Genk. W 2015 roku stał się członkiem pierwszej drużyny Genku. 25 lipca 2015 zaliczył w nim debiut ligowy w wygranym 3:1 domowym meczu z Oud-Heverlee Leuven. W sezonie 2018/2019 wywalczył z Genkiem mistrzostwo Belgii, a latem 2019 zdobył z nim Superpuchar Belgii. Z kolei w sezonie 2020/2021 wywalczył z tym klubem wicemistrzostwo kraju, a także sięgnął po Puchar Belgii.
| Sezon   | Klub     | Kraj   | Rozgrywki       | Mecze | Gole |
| ------- | -------- | ------ | --------------- | ----- | ---- |
| 2015/16 | KRC Genk | Belgia | Eerste klasse A | 10    | 0    |
| 2016/17 | KRC Genk | Belgia | Eerste klasse A | 33    | 0    |
| 2017/18 | KRC Genk | Belgia | Eerste klasse A | 10    | 0    |
| 2018/19 | KRC Genk | Belgia | Eerste klasse A | 35    | 5    |
| 2019/20 | KRC Genk | Belgia | Eerste klasse A | 14    | 1    |
| 2020/21 | KRC Genk | Belgia | Eerste klasse A | 29    | 2    |

## Kariera reprezentacyjna
Heynen występował w młodzieżowych reprezentacjach Belgii na szczeblach U-16 i U-21. W 2019 roku wystąpił z kadrą U-21 na Mistrzostwach Europy U-21.